# 20-krone
| 20 kroner (Danmark) | 20 kroner (Danmark)                                                                        |
| ------------------- | ------------------------------------------------------------------------------------------ |
| Værdi:              | 20 danske kroner                                                                           |
| Vægt:               | 9,3 g                                                                                      |
| Diameter:           | 27,0 mm                                                                                    |
| Tykkelse:           | 2,35 mm                                                                                    |
| Rand:               | Afbrudt riflet                                                                             |
| Materiale:          | Aluminiumbronze 92% kobber, 6% aluminium og 2% nikkel                                      |
| Præget år:          | 1989-                                                                                      |
| Cirkulation:        | 10. april 1990                                                                             |
| Katalog nummer:     | Siegs Møntkatalog: 20 kroner 4, 5, 6, 7 og 8                                               |
| Forside             |                                                                                            |
| Design:             | Margrethe 2.s portræt                                                                      |
| Designer:           | 1990-1993 Hanne Varming 1994-1999 Jan Petersen 2001-2009 Mogens Møller 2011-0000 Lis Nogel |
| Bagside             |                                                                                            |
| Design:             | Danmarks rigsvåben                                                                         |
| Designer:           | 1990-2002 Johan Alkjær 2003-2009 Mogens Møller 2011-0000 Ronny Andersen                    |

20-kronen er den højstlydende mønt i den nuværende møntserie i Danmark. Den, der er i omløb i dag, blev sat i omløb den 10. april 1990. Der har siden været tre nye udgaver, hvor portrættet af Margrethe 2. er blevet fornyet.
20-kronen er lavet af aluminiumbronze. Den måler 27 mm i diameter, har en tykkelse på 2,35 mm og vejer 9,3 gram. Møntens rand er afbrudt riflet.

## 20-kronerne af guld
Da møntvæsenet i 1873 i forbindelse med Den Skandinaviske møntunion skiftede til at basere pengesystemet på guld i stedet for sølv, blev der udmøntet 10- og 20-kroner som hovedmønter. Disse 20-kroner var ikke i cirkulation som skillemønt, men var det, som møntsystemet byggede på, eftersom 2.480 kroner var lig med 1 kg guld. De almindelige skillemønter var af sølv eller bronze, så 10- og 20-kronerne var en garanti for skillemønternes værdi i guld. Det blev dermed garanteret, at enhver kunne få sine pengesedler og skillemønter byttet til en hovedmønt.
Systemet med at basere pengene på guld holdt helt frem til 1931 (med nogle afbrydelser omkring 1. Verdenskrig), men i dag afhænger pengenes værdi ikke af værdien i guld, men af tilliden til, at de beholder værdien og ikke rammes af inflation

### 1873-1890
Den første guld-20-krone havde på forsiden et portræt af kong Christian 9., udarbejdet af billedhugger Christian Carl Peters, samt teksten "CHRISTIAN IX KONGE AF DANMARK". På forsiden nederst til højre ses også initialerne CS for møntmesteren Diderik Christian Andreas Svendsen, og på Christian 9.s hals ses initialerne HC for medaljøren Harald Conradsen. Nederst til venstre ses årstallet for prægeåret, og mellem initialer og årstal ses Den Kgl. Mønts mærke, et hjerte.
På bagsiden ses en kvindeskikkelse, som i højre hånd bærer et scepter, og hvis venstre arm hviler på et skjold med Danmarks rigsvåben. Til venstre ses en delfin som symbol på søfart og til højre et kornneg som symbol på landbrug.
Guld-20-kronen var lavet af 90% guld. Den målte 23,0 mm i diameter og vejede 8,96 g. Randen var glat. Der blev i alt præget ca. 1,7 mio. 20-kroner fra 1873 til 1890.

### 1908-1912
Den næste 20-krone i Danmark blev udsendt, da der skulle udmøntes mønter med den nye konge Frederik 8.
På forsiden ses et portræt af kong Frederik 8. og teksten "FREDERIK VIII DANMARKS KONGE".
På bagsiden ses Det store rigsvåben eller kongevåbenet med den islandske falk, som det så ud fra 1903-1948. Hele kongevåbenet ses med våbentelt og krone. Dog var de to vildmænd udeladt, for at våbenet ikke skulle blive for småt. På bagsiden til højre ses desuden initialerne VBP for Møntmesteren Vilhelm Burchard Poulsen samt Den Kgl. Mønts hjerte. Til venstre ses årstallet for prægeåret. Medaljørarbejdet er udført af Knud Gunnar Jensen (GI).
De basale data for guld-20-kronen var præcis de samme som for den første udgave. Der blev i alt præget ca. 1,2 mio. 20-kroner fra 1908 til 1912.

### 1913-1931
På forsiden er der et portræt af kongen Christian 10., udført af Andreas Hansen, med teksten "CHRISTIAN X KONGE AF DANMARK". Nederst til venstre ses Den Kgl. Mønts hjerte, og til højre initialerne for møntmesteren. Derimellem ses årstallet for prægningen.
På bagsiden ses det store rigsvåben eller kongevåbenet, genbrugt fra Frederik 8.s 20-krone.
Guld-20-kronen var lavet af 90% guld og 10% kobber. Den målte 23,0 mm i diameter og vejede 8,96 g. Randen var glat.

## Erindringsmønter siden 1990
Der er tradition for at udgive erindringsmønter ved særlige lejligheder i kongehuset: Tronskifter, regeringsjubilæer, bryllupper, runde fødselsdage, sølv- og guldbryllupper osv. Dette er også sket for 20-kronen, som det ses i tabellen herunder. En enkelt mønt skiller sig dog ud fra mængden: Erindringsmønten fra 1995 til at markere 1000-året for den første danske mønt.
Erindringsmønterne ligner de almindelige mønter ved, at de har samme størrelse, legering og værdi, og de indgår derfor i den cirkulerende pengemængde. Erindringsmønterne er lovlige betalingsmidler, også 200-, 500- 1000- og 3000-kronerne, som ellers er typiske samleobjekter, og de kan indløses i nationalbanken til pålydende værdi. Forskellen i udseende er først og fremmest, at bagsidemotiverne er forskellige, og at der også tit er et særligt portræt af dronningen.
200- og 500-kronemønterne vejer 31,1 g, er af 999‰ sølv og har en diameter på 38 mm.
1000- og 3000-kronemønterne vejer 8,65 g, er af 900‰ guld og har en diameter på 22 mm.
| År   | Begivenhed                                                | Pålydende                        | Produktionstal                | Forside designer  | Bagside designer     |
| ---- | --------------------------------------------------------- | -------------------------------- | ----------------------------- | ----------------- | -------------------- |
| 1990 | Dronningens 50-års fødselsdag                             | 20 kroner 200 kroner             | 1.100.988 1.128.855           | Jan Petersen      | Jan Petersen         |
| 1992 | Dronningens og Prinsens sølvbryllup                       | 20 kroner 200 kroner             | 1.000.000 1.058.750           | Jan Petersen      | Jan Petersen         |
| 1995 | 1000-året for den første officielle danske mønt           | 20 kroner 200 kroner             | 1.000.000 1.027.727           | Jan Petersen      | Jan Petersen         |
| 1995 | Prins Joachim og Alexandra Manleys bryllup                | 20 kroner 200 kroner             | 1.000.000 1.055.100           | Jan Petersen      | Jan Petersen         |
| 1997 | Dronningens 25-års regeringsjubilæum                      | 20 kroner 200 kroner             | 1.000.000 1.060.022           | Jan Petersen      | Jan Petersen         |
| 2000 | Dronningens 60-års fødselsdag                             | 20 kroner 200 kroner             | 1.000.000 ca. 59.900          | Mogens Møller     |                      |
| 2004 | H.K.H. Kronprins Frederik og frk. Mary Donaldsons bryllup | 20 kroner 200 kroner             | 1.200.000 1.125.000           | Mogens Møller     | Karin Lorentzen      |
| 2010 | Dronningens 70-års fødselsdag                             | 20 kroner 500 kroner 1000 kroner | 1.440.000 1.028.236 1.002.639 | Lis Nogel         | Ronny Andersen       |
| 2012 | Dronningens 40-års regeringsjubilæum                      | 20 kroner 500 kroner 3000 kroner | 1.440.000 1.016.881 1.002.325 | Karin Lorentzen   | Ronny Andersen       |
| 2015 | Dronningens 75-års fødselsdag                             | 20 kroner 500 kroner             |                               | Henrik Wiberg     | Jeanette Skov Jensen |
| 2017 | Dronningens og Prins Henriks guldbryllup                  | 20 kroner 500 kroner             |                               | Henrik Wiberg     | Henrik Wiberg        |
| 2020 | Dronningens 80-års fødselsdag                             | 20 kroner 500 kroner             |                               | Lis Nogel         | Jeanette Skov Jensen |
| 2022 | Dronningens 50-års regeringsjubilæum                      | 20 kroner 500 kroner             |                               | Kathrine Moseholm | Jeanette Skov Jensen |

## Temamønter
Fra år 2002 begyndte Den Kgl. Mønt at præge 20-kroner i temaserier. Den første serie omfatter ti tårnmønter (præget 2002-2007), og den anden serie omfatter tolv skibsmønter (præget 2007-2012).
Før dette fandtes kun særmønter udsendt ved særlige kongelige begivenheder i form af erindringsmønterne.